# Ghiacciaio Ahern
Il ghiacciaio Ahern è un ghiacciaio tributario lungo circa 16 km situato nella regione meridionale della Terra di Oates, nell'Antartide orientale. Il ghiacciaio, il cui punto più alto si trova a quasi 1600 m s.l.m., si trova a sud della nella dorsale Swithinbank, nell'entroterra della costa di Shackleton e fluisce in est scorrendo tra il monte Lindley, a nord, e il monte Hoskins, a sud fino a unire il proprio flusso a quello del ghiacciaio Starshot.

## Storia
Il ghiacciaio Ahern è stato così battezzato dai membri della squadra della spedizione di ricognizione antartica neozelandese svolta nel periodo 1964-65 deputata all'esplorazione di quest'area in onore di B. Ahern, un membro della suddetta squadra.